# 野沢悌吾
野沢 悌吾（野澤 悌吾、のざわ ていご、1870年5月6日〈明治3年4月6日〉 - 1945年〈昭和20年〉8月5日）は、大日本帝国陸軍軍人。最終階級は陸軍少将。位階勲等は従四位勲三等。

## 経歴
新潟県平民・野澤瀧右衛門の長男として生まれ、1901年（明治34年）2月に家督を相続した。
1891年（明治24年）陸軍士官学校第2期卒業。1899年（明治32年）陸軍大学校第13期卒業。
1904年（明治37年）3月、袁世凱に招聘され清に渡る。1910年（明治43年）11月に陸軍歩兵大佐・歩兵第30連隊長、1912年（大正元年）11月に第2師団参謀長を経て、1916年（大正5年）4月に陸軍少将・歩兵第14旅団長に任官。シベリア出兵では旅団長として満州里に軍を展開し、居留民の保護に当たった。
1918年（大正7年）7月に待命、1919年（大正8年）1月に予備役に、1929年（昭和4年）4月に後備役に編入した。

## 著作
- 『歩兵操典法則及原則一覧表』川流堂、1914年。
- 講『思想問題大観 : 西洋文明の批判 中編』直心寮、1921年。
- 講『思想問題と日蓮主義 : 東洋文明の真価 上編』直心寮、1921年。

### 訳書
- クライスト 著『捜索勤務』軍事教育会、1902年。
- エル・フォン・ブリーゼン 著『歩兵戦闘展開』軍事教育会、1902年。

## 栄典
位階
- 従四位[4]

勲章等
- 勲三等瑞宝章[4]
- 勲六等単光旭日章[4]